# Valle-d’Orezza
Valle-d’Orezza település Franciaországban, Haute-Corse megyében. Lakosainak száma 26 fő (2022. január 1.). Valle-d’Orezza Carpineto, Felce, Monacia-d’Orezza, Parata, Piobetta, Rapaggio és Tarrano községekkel határos.

## Népesség
A település népessége az elmúlt években az alábbi módon változott:
| Lakosok száma | 91   | 65   | 50   | 46   | 46   | 49   | 43   | 29   | 28   | 26   |
|               | 1968 | 1982 | 1990 | 2006 | 2013 | 2015 | 2017 | 2019 | 2020 | 2022 |